# アンナ・フォン・モンテネグロ
アンナ・フォン・モンテネグロ（Anna Prinzessin von Montenegro, 1874年8月18日 - 1971年4月22日）は、モンテネグロ王国の王女。セルビア語名はアナ・ペトロヴィチ＝ニェゴシュ（Ана Петровић Његош）。

## 生涯
モンテネグロ公ニコラ1世（1910年より国王）とその妻のミレナ・ヴコティッチの間の第7子、六女として生まれた。一族がロシア帝室の庇護を受けていた関係で、姉たちと一緒にサンクトペテルブルク宮廷に引き取られて教育を受けた。
家族と一緒にフランスの保養地シミエを訪れた際にバッテンベルク公子フランツ・ヨーゼフと知り合い、まもなく婚約した。結婚に際し、2人はバッテンベルク家の庇護者であるイギリスのヴィクトリア女王およびロシア皇帝ニコライ2世の許しを得ている。結婚式は1897年5月18日にツェティニェにおいて、正教会（花嫁側）とプロテスタント（花婿側）の両方の宗派による結婚式が行われた。アンナはニコライ2世から100万ルーブルの花嫁持参金を与えられたと言われる。アンナとフランツ・ヨーゼフは美男美女のおしどり夫婦として知られたが、子供を授かることは出来なかった。夫妻はダルムシュタットのプリンツ・エミール・ガルテン（Prinz-Emil-Garten）に居を構えた。
第1次世界大戦が始まると、バッテンベルク家のイギリス・ロシア宮廷との結びつきのために、その立場は難しいものとなった。夫妻はヘッセン大公エルンスト・ルートヴィヒの勧めに応じてスイスに亡命した。それまでの夫妻の生活は決して楽な状態ではなかったが、亡命生活が始まるといよいよ厳しいものに変わった。アンナは生計を立てるため匿名で作曲活動を行い、一定の収入を得るようになった。
1917年にイギリス王室がドイツ系の家名・称号を放棄したのに従い、フランツ・ヨーゼフとアンナを除くバッテンベルク家の全ての成員はイギリスに帰化し、英語的なマウントバッテン姓を名乗ることになった。1924年に夫が死去した後、アンナはバッテンベルク家の中でバッテンベルク姓を名乗る唯一の人物となった。フランツ・ヨーゼフは甥のルイス・マウントバッテン卿の妻で大富豪のエドウィナ・アシュレイから年金を受けており、彼の死後もその未亡人のアンナが年金を受け取り続けた。アンナはエドウィナが亡くなる1960年まで、この義理の姪からの年金を頼りに暮らした。1971年、96歳の高齢で死去した。